# Bill Cosby

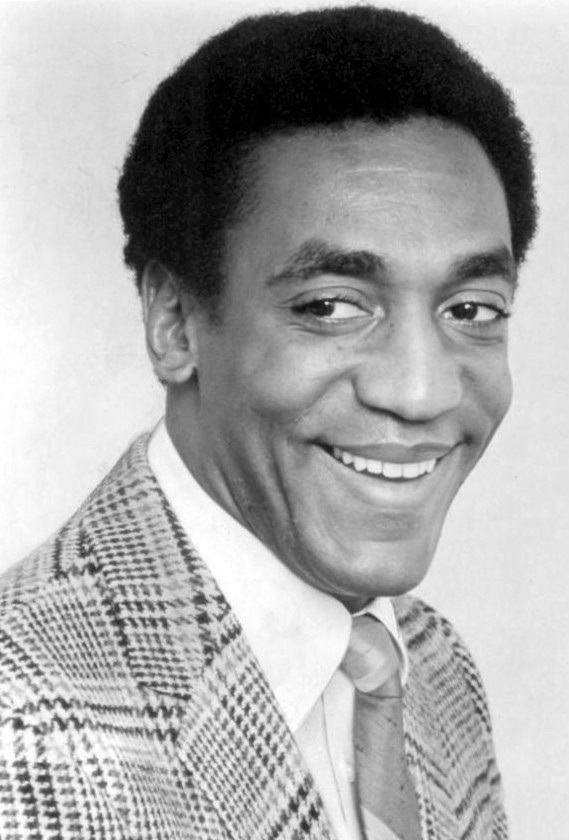
Bill Cosby in 1969

Bill Cosby (Philadelphia, 12 juli 1937) is een Amerikaanse acteur, komiek, televisieproducent en schrijver. Hij was vooral populair vanwege The Cosby Show, totdat op zijn oude dag zijn misdragingen achter de coulissen bekend werden.

## Levensloop
Bill Cosby was de eerste Afro-Amerikaanse acteur die een hoofdrol speelde in een televisieserie (als duopartner van Robert Culp in I Spy midden jaren zestig) en de raciale grenzen doorbrak als stand-upkomiek in de jaren zestig en zeventig. Na I Spy speelde hij met wisselend succes in diverse series, onder meer Fat Albert and the Cosby Kids. In het midden van de jaren tachtig brak hij eerst nationaal en vervolgens internationaal door met zijn sitcom The Cosby Show. Dit betrof het eerste televisieprogramma dat zich afspeelde rond een zwart gezin met een succesvolle maatschappelijke carrière. Het programma werd uitgezonden van 1984 tot 1992, was jarenlang de meest bekeken sitcom in de VS en werd ook in veel andere landen vertoond. Cosby was zelf coproducent van de serie, had een grote creatieve inbreng en bepaalde het verloop van elke aflevering. De plots waren deels gebaseerd op zijn pedagogische inzichten.

### Strafrechtelijke vervolging
Begin 21ste eeuw werd zijn reputatie overschaduwd door controversiële uitlatingen over de zwarte gemeenschap en meerdere tegen hem gerichte aanklachten wegens seksueel misbruik. Cosby gaf toe dat hij meerdere vrouwen met verdovende middelen had bedwelmd om hen vervolgens te verkrachten. Daarnaast bekende hij in 2005 in een rechtszaak dat hij meerdere van zijn slachtoffers jarenlang afkocht met zwijggeld. In augustus 2015 uitten ruim 40 vrouwen beschuldigingen aan het adres van Cosby, de meeste aantijgingen waren echter inmiddels strafrechtelijk verjaard. Op 30 december 2015 besloot justitie in Pennsylvania hem toch te vervolgen voor drie nog niet verjaarde aanklachten wegens seksueel misbruik van een vrouw. In juni 2017 kon de jury geen oordeel vellen, maar op 26 april 2018 werd hij alsnog in de zaak-Andrea Constand uit 2004 schuldig bevonden. Op 25 september 2018 werd de strafmaat vastgesteld op minimaal drie en maximaal tien jaar gevangenisstraf. Zijn advocaten kondigden aan hoger beroep in te stellen, maar dat mocht hij niet in vrijheid afwachten. Na een kort verblijf in de Montgomery County Correctional Facility werd Cosby overgebracht naar een staatsgevangenis, de SCI Phoenix in Skippack Township, Pennsylvania. Hij werd opgesloten in een eenpersoonscel, de eerste vier maanden zonder contact met andere gedetineerden.
Op 30 juni 2021 is zijn veroordeling wegens seksueel misbruik nietig verklaard. Volgens het hof zijn er fouten gemaakt in het proces tegen Cosby. In 2006 had hij een regeling getroffen met Andrea Constand onder het beding, dat zijn schuldbekentenis niet zou worden gebruikt in een strafzaak. Nu dat in 2018 toch was gebeurd, werd het vonnis nietig verklaard.
De openbaar aanklager kon nog in beroep, maar dat moest dan wel gebeuren bij het federale hooggerechtshof in de hoofdstad Washington D.C. Er zijn geen beroepsmogelijkheden meer in de staat Pennsylvania. In maart 2022 besloot het Hooggerechtshof de zaak tegen Cosby niet te heropenen.

## Persoonlijk leven
Cosby huwde Camille Hanks op 25 januari 1964. Het echtpaar kreeg vijf kinderen. Erika, Erinn, Ensa en Evin, hun enige zoon Ennis werd vermoord op 16 januari 1997 op Interstate 405 in Los Angeles. Dochter Ensa (1973-2018) stierf op 23 februari 2018 aan een nierziekte.

## Filmografie
- Sylvia's Path (televisiefilm, 2002) - Rol onbekend (voice-over)
- Cosby (televisieserie) - Hilton Lucas (95 afl., 1996-2000)
- Becker (televisieserie) - Hilton Lucas (niet op aftiteling, afl. Drive, They Said, 1999)
- Everybody Loves Raymond (televisieserie) - Hilton (niet op aftiteling, afl. Be Nice, 1999)
- Touched by an Angel (televisieserie) - Phil, Angel of Reconciliation (afl. Family Business, 1999)
- Little Bill (televisieserie) - Captain Brainstorm (afl. Little Bill's Adventure with Captain Brainstorm, 1999)
- Touched by an Angel (televisieserie) - Phil, Angel of Reconciliation (afl. Inherit the Wind, 1997)
- Jack (1996) - Lawrence Woodruff
- The Cosby Mysteries (televisieserie) - Guy Hanks (17 afl., 1994-1995)
- I Spy Returns (televisiefilm, 1994) - Alexander Scott
- The Cosby Mysteries (televisiefilm, 1994) - Guy Hanks
- The Meteor Man (1993) - Marvin
- The Cosby Show (televisieserie) - Dr. Heathcliff 'Cliff' Huxtable (200 afl., 1984-1992)
- Sinbad and Friends: All the Way Live...Almost! (televisiefilm, 1991) - God (voice-over)
- Ghost Dad (1990) - Elliott Hopper
- Leonard Part 6 (1987) - Leonard Parker
- A Different World (televisieserie) - Dr. Heathcliff Huxtable (3 afl., 1987)
- The Tonight Show Starring Johnny Carson (televisieserie) - Gastpresentator (8 afl., 1973-1982)
- The Devil and Max Devlin (1981) - Barney Satin
- California Suite (1978) - Visitors from Chicago - Dr. Willis Panama
- Top Secret (televisiefilm, 1978) - Aaron Strickland
- The Fat Albert Christmas Special (televisiefilm, 1977) - Fat Albert, Mushmouth, Bill, Mudfoot Brown (voice-over)
- Fat Albert's Halloween Special (televisiefilm, 1977) - Fat Albert, Mushmouth, Bill, Mudfoot Brown (voice-over)
- A Piece of the Action (1977) - Dave Anderson
- Cos (televisieserie) - Presentator (afl. onbekend, 1976)
- Mother, Jugs & Speed (1976) - Mother
- Let's Do It Again (1975) - Billy Foster
- Journey Back to Oz (1974) - The Wizard of Oz (tv-versie)
- Uptown Saturday Night (1974) - Wardell Franklin
- The Electric Company (televisieserie) - Hank, The Milkman, Ken Kane, Marko the Magician, The Ice Cream Man (260 afl., 1971-1973)
- Hickey & Boggs (1972) - Al Hickey
- The New Bill Cosby Show (televisieserie) - Presentator (1972-1973)
- Fat Albert & and the Cosby Kids (televisieserie) - Presentator, Fat Albert, Bill, Mushmouth, Brown Hornet (voice-over, 1972-1984)
- Man and Boy (1972) - Caleb Revers
- To All My Friends on Shore (televisiefilm, 1972) - Blue
- The Bill Cosby Show (televisieserie) - Chet Kincaid (51 afl., 1969-1971)
- Dick Van Dyke Meets Bill Cosby (televisiefilm, 1970) - Presentator
- The Best on Record (televisiefilm, 1970) - Artiest
- Hey, Hey, Hey: It's Fat Albert (televisiefilm, 1969) - Fat Albert, Mushmouth, Bill, Mudfoot Brown
- Bob & Carol & Ted & Alice (televisiefilm, 1969) - Stamgast in nachtclub (niet op aftiteling)
- NBC Children's Theatre (televisieserie) - Verteller (afl. As I See It, 1969)
- I Spy (televisieserie) - Alexander Scott (82 afl., 1965-1968)
- The Bob Hope Show (televisieserie) - Rol onbekend (episode 19 oktober 1966)
- Bob Hope Presents the Chrysler Theatre (televisieserie) - Rol onbekend (afl. Murder at N.B.C., 1966)

- Bibsys: 90173941
- Biblioteca Nacional de España: XX1033163
- Bibliothèque nationale de France: cb139333020 (data)
- Catàleg d'autoritats de noms i títols de Catalunya: 981061095760106706
- CiNii: DA04195003
- Gemeinsame Normdatei: 119344696
- International Standard Name Identifier: 0000 0001 0788 0184
- Library of Congress Control Number: n82052577
- Nationale Bibliotheek van Letland: 000347106
- MusicBrainz: 0646d80c-7ee1-46e9-a169-2979dee41bc6
- National Archives and Records Administration: 10570342
- Bibliotheek van het Japanse parlement: 00464950
- Nationale Bibliotheek van Tsjechië: jn19990001503
- Nationale bibliotheek van Australië: 35432033
- Nationale Bibliotheek van Israël: 987007511631805171
- Nationale Bibliotheek van Polen: a0000001178542
- Nationale en Universitaire bibliotheek Zagreb: 000068084
- Nederlandse Thesaurus van Auteursnamen: 07283224X
- LIBRIS: 182282
- SNAC: w65140dm
- Système universitaire de documentation: 029429382
- Trove: 950628
- Virtual International Authority File: 110901829
- WorldCat: E39PBJpyph8YkkqkYqX4dMCmh3